# Katharine Adams
Pour les articles homonymes, voir Adams.
Katharine Adams (Bracknell, 25 novembre 1862 – Gloucestershire, 15 octobre 1952) est une femme relieur anglaise. Avec Sarah Prideaux et Sybil Pye, elle est l'une des plus importantes femmes relieurs de sa génération.

## Biographie
Adams est la fille de Catherine Mary Horton (? - 1912) et du révérend William Fulford Adams (?- 1912).

## Travail
Katharine Adams est reconnue pour ses reliures détaillées en cuir.

## Collections
Les reliures de Katharine Adams sont conservées dans divers collections publiques et privées. 
Ses archives sont conservées à :
- Bodleian Library (Add. MSS 45300–45304, 45307, 45330, 43694, 50002, 50004, 54231)
- University of California, Berkeley (Bancroft Library)